# 선거이
선거이(宣居怡, 1545년~1598년 2월)는 조선 중기의 무신이다. 본관은 보성, 자는 사신(思愼), 이중(怡仲), 호는 친친재(親親齋)이다.
1592년(선조 25) 임진왜란 발발 직전인 3월 17일 전라도병마절도사에 임명되었으나, 임명장을 받지못해 전라도 수군절도사를 이억기에게 넘겨주고 겸임하던 진도군수 자격으로 이순신과 함께 한산도 대첩에 참전하여 승전했고, 그해 12월에는 전라도병마절도사로서 독산산성 전투에서 승리하였으며, 뒤를 이어 부원수 자격으로 행주대첩의 승리를 이끌어 냈다. 1594년 9월의 장문포 해전에서 승전하였다. 1605년 선무원종공신일등(宣武原從功臣一等)에 추봉되었다.

## 생애
보성선씨 시조 선윤지(宣允祉)의 8세손이며, 
증조할아버지는 좌찬성(종1품) ‘유성군 형(炯)’, 
할아버지는 오위도총부도사(종5품) 숙철(淑鐵), 아버지는 의금부도사(종5품) 상(祥)이다.
1545년(명종 원년) 7월 25일에 출생하여, 1569년(선조 2년) 공신(유성군 선 형)의 후손자격으로 겸사복(兼司僕  대통령 경호실)으로 임명되었고, 임기 7년의 ‘겸사복’을 마치고, 1579년(선조 12년) 식년시(3년마다 보는 정규 시험) 무과에 급제하였다. ‘겸사복”   경력이 더해져 급제 14년차가 되는 1586년, 함북병마절도사 ‘이 일(李 鎰)’의 계청군관(啓請軍官 정3품, 군단장 보좌관)으로 임명되었다.  1587년 동갑내기 친구인 ‘조산만호(造山萬戶 종4품) 이순신(李舜臣)’이 녹둔도(鹿屯島)에서 여진족과 항전을 벌였으나,  북병사 이 일(李 鎰)은 본인의 잘못을 감추기 위해 전투력 손실을 이유로 ‘이 순신’을감옥에 가뒀다. ‘선 거이’는 감옥으로 가는 ‘이순신’에게 “모함으로 억울하게 감옥에 가는데 술이라도 한잔 하고 가라“면서 안타까워했고 ‘이순신’은 "죽고 사는 것은 운명인데 술은 마셔서 뭐 하겠냐“ (백사집 제4권 1629년 이항복의 기록) 라고 말했다. 
‘선 거이’는 ‘이순신’을 구출하기 위해, ‘병조판서(兵曹判書 정2품, 국방부장관) 정언신‘에게 무고함을 주장하는 편지를 보냈고, 그 편지가 도움이 되었는지는 알 수 없지만 얼마 후 ‘이순신’은 석방되었다.                 그 후 두 사람은 녹둔도(鹿屯島)를 침략했던 여진족을 토벌(시전부락 전투)하는 전공을 세운다.
** 장양공정토시전부호도 (육군박물관 소장) 참여한 장군들의 이름과 직책이 있다      
우위 3번 용양도장 절충장군(정3품) 행 부호군(종4품) 선 거이     우위 12번 우화열장 급제 이순신     우위 23번 일계원장 종성부사(종3품) 원 균      

1588년 거제현령(종5품), 성주목사(정3품)를 거쳐 1589년 광릉헌관(조선 7대왕 세조의 제사를 책임지는 정3품 관리)이 되었다.
** 송간 이정회(李庭檜)가 35년간 작성한 친필 일기로 광릉헌관 ‘선 거이“가 나온다 
1590년 ‘전라우도수군절도사(정3품, 전라도 해남 우측 해군 전단장)’가 된다. ‘선 거이’가 정3품 수군절도사로 임명될 때 ‘이순신’은  정읍현감(종6품)이었다. ‘이순신’은 가장 절친한 전우인 ‘선 거이’의 당상관(최고위 관리) 취임을 축하하러 전라우수영에 도착했고,  ‘선 거이’는 여러 계급이나 아래였던 ‘이순신’을 너무나 반가워하며 가장 귀한 손님으로 각별하게 대접했다.                             1591년 진도군수(종4품)를 겸직하라는 명을 받는다. 
1592년 3월 17일 전라도병마절도사(종2품, 당시 군인으로 최고위 직책 전라도 군단장)에 임명되었으나,                                     1달도 못돼 발생한 ‘임진왜란’으로 인해 임명장이 전달되지 못하고 조정(국가, 정부)에 남아 있다가,                                         현재는 ‘충남 천안 목천읍’에 위치한 ‘독립기념관’에 보관 전시되고 있다.  
https://search.i815.or.kr/sojang/read.do?isTotalSearch=Y&doc=&adminId=1-002878-000
1592년 4월 13일 임진왜란이 발발함에 따라, 진급 명령서를 전달받지 못한 ‘선 거이’는, 후임으로 임명된 ‘이억기’에게 전라우수영을 넘겨주고 ‘전라좌도수군절도사(정3품)’로 취임한 친구 ‘충무공 이순신’과 함께 ‘진도군수’ 자격으로 ‘한산도 대첩’에 참전하여          승전한다.
1592년 11월 전라도병마절도사(종2품, 전라도 군단장)로 다시 임명되어 ‘오산 독산성’ 전투에서 승전하였으나 왜군의 총탄에 부상을 당했다.
1593년 2월 ‘부원수 겸 전라도병마절도사(종2품)’로서 ‘도원수 겸 전라도관찰사(종2품, 전라도 도지사) 권 율’과 함께 ‘행주 대첩’에서 대승을 거뒀다. 
‘도원수 권 율’은 1582년 45세의 늦은 나이로 문과에 급제한 후, 55세가 되던 1592년 7월 ‘종2품 전라도관찰사’에 임명됐다.          ‘부원수 선거이’는 1569년 ‘겸사복’으로 시작하여 23년만인 1592년 3월에 47세의 나이로 ‘종2품 전라도병마절도사’에 임명되었다.
‘임진왜란’이라는 전쟁 속에서도 ‘문관우대 정책’은 유지되었고, ‘권 율’은 문관으로 도원수(합참의장)로 임명되었으며, ‘선 거이’는 무관으로 부원수(육군 참모총장)가 되었다. 그러므로 모든 전투의 작전과 지휘는 노령인 55세의 10년차 문관 도원수의 몫이 아니라,   23년차 장군이며 상대적으로 젊은 47세의 부원수가 주도했다고 보는 것이 타당할 것이고,                                                     행주대첩 1등 공신의 명예도 문신인 ‘권 율’이 아니라, 무신(군인)인 ‘선 거이’장군에게 돌아가야 마땅하다.
행주대첩 당시의 상황을 돌이켜보면, ‘권 율’은 ‘전라도관찰사’로서 ‘전라도 감영’ 소속의 8백명 병사만을 직접 지휘했다.               ‘선 거이’는 ‘전라도병마절도사’로서 ‘전라도 병영’ 소속의 6천명 병력을 지휘해서 수원에 도착했다. 그 중 2천명 병사들에게 수원성을 지키게 하고, 4천명의 병사를 인솔하여 ‘행주산성’전투에 참여했다. 그때 강화도에서 주둔하던 ‘전임 전라도병마절도사’의  ‘전라도 병영’소속 선발대 8천 병사들이 추가로 합류한다. 그래서 총 1만 2천명의 전라병영 병사들이 ‘부원수 선 거이’의 지휘 아래 ‘행주산성 전투’에 참가했다.
‘전라감영’ 소속 8백명 병사(6%)롤 지휘한 도원수 ‘권 율’,   ‘수원부사 김천일’이 이끌던 ‘수원부’ 병력 1천명(7%),  김제 금산사 주지 ‘처영 스님’이 이끌던 1천 승병(7%)들과  ‘전라병영’ 소속의 1만 2천명의 병사(80%)들올 지휘한 ‘부원수 선 거이’의 합동작전으로    ‘행주대첩’이라는 대승이 이뤄진다. 당시 상황으로 ‘전투 지휘관’들의 공적(전투의 평가)을 판단해 보면, 전체 병력의 80%를 지휘한 ‘부원수 선 거이’는 ‘도원수 권 율’과 같거나 더 많은 공적을 받았어야 마땅하다. 그러나 행주대첩의 승전을 보고받고 공적을 판단하는 자리에는 ‘권 율’의 아버지인 영의정(국무총리)‘권 철’과 ‘권 율’의 사위(딸의 남편)인 병조판서(국방부장관) ‘이항복’이 있었다.
운봉전투, 금령전투, 사평전투에서 승전했으나 1593년 6월 경상도 ‘진주성’을 사수하라는 정부의 명령에 반대하면서,                   전투 병력을 후방으로 보냈다. ‘부원수 선 거이’는 “조선군은 병력이 적고, 왜군은 병력이 많으니 조선의 모든 병력들이 진주성 내로 진입했다가 포위-고립된다면, 조선군 전체가 섬멸당하는 사태가 발생할 수 있다. 지금은 병력을 보존하여 북진을 저지하고 호남을 방위하는 것이 옳다“고 주장하면서 ‘도원수 권 율’을 설득했다. (백사별집 제3권 1629년 이항복의 기록)  결국 ‘도원수 권 율’의 승인과 명령을 받고 병력들을 후퇴시켰으나, ‘명령 불복종’이란 단어는 ‘권 율’은 빼고 ‘선 거이’에게만 적용됐다.                                   그로인해 선무공신 1등(이순신, 권 율, 원 균)에 오르지 못했다.
1594년 9월 ‘충청도 병마절도사(종2품, 충청도 군단장)’로 부임했다가 1594년 11월 ‘충청도 수군절도사(정3품, 충청도 해군 전단장)’로 좌천됐다.
‘선 거이’와 ‘충무공 이순신’은 서로의 자질을 높이 평가했다. 한산도 ‘삼도 수군 통제영’에서 ‘충청수사 선 거이’가 근무할 때 풍습병(류마티즈 관절염)에 걸렸는데, ‘이순신’은 수시로 문병을 하며  걱정을 했고, ‘선 거이’가 ‘충청수사’에서 ‘황해도 병사’로 복귀하여    떠날 때에는 이별을 아쉬워하는 시를 ‘난중일기’에 남겼다. 
수사 ‘선 거이’와 작별하며 (贈別宣水使居怡 증 별  선수사 거이)  
북쪽에서도 어려움을 같이 겪었고,남쪽에 와서도 생사를 함께 했지.(北去同勤苦 북거동근고  南來共死生 남래공사생)                     오늘밤 달빛 아래 술 한잔을 나누고 나면, 내일은 이별의 정을 나누겠구나. (一杯今夜月 일배금야월  明日別離情 명일별리정)
1595년 9월 황해도 병마절도사로 임명되었으나 지병이 심해져 부임하지 못했다.
왜적들에게 비장군(飛將軍, 날아다니는 장군)이라고 불렸던 ‘선 거이’는 ‘정유재란’이 일어나자 아픈 몸을 이끌고 ‘부원수 겸 7도 병마절도사(명예직)‘ 자격으로 ’임진왜란‘ 마지막 전투인 ‘울산성 전투’에 참전하여 왜적 70여명을 사살하고 1598년 1월 적의 총탄에 53세를 일기로 전사했다. (정조 임금 일기 ‘일성록’ 1799년 8월 22일    고(故) 전라 병사 ‘선 거이’는 곧 세조조의 적개공신 ‘유성군 선 형’의 증손으로 ....중략.... 목을 베고 사로잡은 적이 70여 급이나 되었습니다. 상처를 싸매고 혈전을 벌였습니다만 다시 탄환에 맞아 숨을 거두었습니다.)  치열했던 전쟁의 마지막 상황이어서 시신조차 찾을 수 없었고, 고향인 ‘전남 보성군 조성면 봉능리’에서 시신도 없이 ‘초혼장(죽은 사람의 혼을 불러들여 지내는 장례)’으로 장례를 치렀다. (‘고대일록’ 인명록 기록 : ‘정경운’이 서술한 1592년~1609년 까지의 일기)
‘충무공 이순신’장군의 가장 가깝고 오래된 친구이자 전우였으며, 임진왜란 당시 육-해군 최고위 직책으로 근무했던 단 2명의 군인으로서 문신들의 극심한 모함에 시달렸다. 같은 해 4개월 차이로 태어나, 여진족과 왜군을 저지하는 전쟁터에서 평생을 함께 하다가  ‘임진왜란’ 마지막 육상전투(1598년 1월)에서 ‘선 거이’장군이,  마지막 해상전투(1598년 12월)에서 ‘충무공 이순신’장군이 전사했다.
‘선 거이’장군에게 예조(교육부, 문화부)에서 내린 금석문(금속이나 돌로 만든 비석)에는 “임진란 당시 바다에서는 ‘이순신’, 육지에서는 ‘선 거이’라 불렸으며, 그 공로가 ‘충무공 이순신’과 비슷하다“라고 기록되어 있다.  
전쟁 후 ‘진주성 항명’을 이유로 ‘선무공신 1등’은커녕 2-3등에도 오르지 못하고, 그 아래 등급인 ‘선무원종공신 1등’에 책봉되었고, 200년이 지난 1801년에서야  조정(국가, 정부)으로부터 충신정려(충신을 기리는 솟을대문과 비석)를 하사받아 광주광역시 광산구에 ‘충신정려문(忠臣旌閭門)’이 세워졌으며, 1862년 11월 병조판서(정2품, 국방부장관)로 추증(사망 후 특별승진)되었다. 
‘행주대첩 기념 제사’를 매년 주관하는 고양시 ‘행주서원’에서 ‘도원수(문관) 권 율’의 부원수(무관, 군인) 자격으로                        예하 장수들과 함께 제향(국가에서 주관하는 제사)되고 있으며, 대한민국 ‘162 보병여단’의 예칭(별칭)은 ‘선 거이 부대’이다.
전남 보성군 오충사(五忠祠), 경기도 고양시 오충사(五忠祠), 전남 장흥군 포충사(褒忠祠)에서도 봄-가을로 제사를 지낸다.

## 같이 보기
| - 임진왜란 - 녹둔도 전투 - 독성산성 전투 - 행주대첩 - 의주파천 - 정유재란 - 제2차 울산성 전투 - 병마절도사 - 수군절도사 - 이순신 - 권율 - 김덕령 - 김시민 - 원균 - 박진 - 황진 - 권종 - 이광 - 정담 - 고경명 - 신립 - 김여물 | - 한산도 대첩 - 장문포 해전 - 울산성 전투 - 김천일 - 고인후 - 고종후 - 류성룡 - 최경회 - 이복남 - 정기원 - 정기룡 - 영규 - 휴정 - 유정 - 조헌 |